# پولادستون
پولادستون (فولاذستون) دیلمی مُکَنّیٰ به ابومنصور امیر آل بویه فارس و فرزند ابوکالیجار مرزبان بود.
در سال ۱۰۴۹ میلادی ملک رحیم سپاهی تحت فرماندهی ابو سعد خسرو شاه فرستاد که موفق به تسخیر شیراز و دستگیری پولادستون شد.

## نبرد تاج‌وتخت
پس از مرگ ابوکالیجار در سال ۱۰۴۸، پسر بزرگش ابونصر خسرو فیروز به جایگاه امیر در بغداد جانشین وی شد و نام «ملک رحیم» را به خود گرفت.
پولادستون ولی در برابر برادرش به پا خاست و بر فارس چيره شد. ملک رحیم به همراه برادرش ابوسعد خسرو شاه به فارس تاختند و شیراز را گرقتند و پولادستون را نیز در روند این تازش دستگیر کردند.
ولی آشفتگی میان ترکان و دیلمیان در سپاه ملک رحیم، اين دو برادر را وادار کرد که استان را رها کرده و به دست پولادستون بسپارند.
سپس پولادستون بار دیگر فرمانروای فارس شد و بخش‌هایی از اهواز را از ملک رحیم گرفت. ملک رحیم ولی توانست اهواز را بازپس گیرد و شهر دیگری به نام عسکر مکرم را نیز از چنگ پولادستون بستاند.

در سال ۱۰۵۱ یا ۱۰۵۲ لشکر ملک رحیم بار دیگر به فارس تاخت و این بار پولادستون و یارانش را شکست دادند.
فارس نزدیک یک سال دیگر با عراق هم‌پيمان شد و از سوی ابوسعد خسرو شاه که فرماندار ملک رحیم بود گردانده شد.
ولی پولادستون از طغرل بیگ سلطان سلجوقی درخواست پشتیبانی کرد و توانست شیراز را در سال ۱۰۵۳ یا ۱۰۵۴ بازپس گیرد.
سپس طغرل بیگ را به جایگاه سرور خود شناخت و نام سلطان را در آغاز خطبه و در برابر ملک رحیم جای داد.
در سال ۱۰۵۵ یکی از رهبران دیلمی به نام فولاد شیراز را به چنگ آورد و پولادستون را وادار به عقب نشینی از فارس کرد.
فولاد پس از آن با ملک رحیم هم‌آوا شدند و در آنجا رحیم پذيرفت اختیار فولاد را گواهی دهد.
ولی ملک رحیم و ابو سعد خسرو شاه به او اعتماد نکردند و به همراه پولادستون شیراز را از فولاد گرفتند. سپس پولادستون بار دیگر به پيروی از ملک رحیم گردن نهاد.

## گسترش سلجوقی
در دسامبر ۱۰۵۵، ملک رحیم از سوی نیروهای طغرل بیگ در بغداد دستگیر و از جایگاهش برکنار شد و به فرمانروایی آل بویه در عراق پایان داده‌ شد.
ولی پولادستون که دوباره به پیروی از سلجوقیان گردن نهاد، توانست هفت سال دیگر در جایگاه دست‌نشانده‌شان در فارس تاج‌وتخت را برای خود نگه دارد.
با این همه، جنگ پیوسته با برادرانش، فرمانروایی او را کم‌توان کرد و در سال ۱۰۶۲ هنگام نبرد با سرکرده شبانکاره‌ها، فضلویه، کشته شد.
سلجوقیان پس از اندکی به شیراز در آمدند و بر فارس چیره شدند.